# Сагунівська сільська територіальна громада
Сагуні́вська сільська територіальна громада — територіальна громада в Україні, в Черкаському районі Черкаської області. Адміністративний центр — село Сагунівка.
Площа громади — 185,48 км², населення — 5369 мешканців (2018).
Утворена 17 серпня 2018 року шляхом об'єднання Сагунівської сільської ради Черкаського району та Боровицької, Топилівської сільських рад Чигиринського району.

## Склад
До складу громади входять:
| Населений пункт | Населення, осіб (1989) | Населення, осіб (2001) |
| --------------- | ---------------------- | ---------------------- |
| Боровиця, село  | 2264                   | 1909                   |
| Сагунівка, село | 3761                   | 3327                   |
| Топилівка, село | 1426                   | 1113                   |